# 窪田俊彦
窪田 俊彦（くぼた としひこ、1895年4月1日 - 1984年4月12日）は、日本の経営者。石川県出身。

## 経歴
1921年に東京帝国大学を卒業。北海道炭礦汽船での勤務を経て、1961年5月から1965年11月までに札幌テレビ放送社長を務めた。
1984年4月12日、心不全のために死去。89歳没。